# Alla Pugačova
Alla Borisovna Pugačova (česky přechýleně Pugačovová, rusky Алла Борисовна Пугачёва, někdy nesprávně Alla Pugačeva, * 15. dubna 1949 Moskva, Sovětský svaz) je populární ruská zpěvačka pop music. V 70. letech 20. století byla oceňována v SSSR i v celé Evropě jako jedna z nejlepších ruských zpěvaček.
Její repertoár zahrnuje více než 500 písní v jazycích ruském, anglickém, německém, francouzském, českém, finském a ukrajinském a celkem vydala více než 100 sólových záznamů. Už do roku 1997 se na celém světě prodalo dohromady na 250 milionů jejích nahrávek. Reprezentovala také Rusko na pěvecké soutěži Eurovize (1997).
Je vdaná za ruského komika Maxima Galkina. Po ruské invazi na Ukrajinu dával najevo svůj kritický postoj k válce, což vedlo k tomu, že 16. září 2022 byl v Rusku zařazen na seznam tzv. zahraničních agentů. O dva dny později se za něj Pugačova postavila, vydala vlastní kritické vyjádření a o zařazení na seznam zahraničních agentů sama požádala.

## Život

### Dětství a počátky kariéry
Alla se narodila 15. dubna 1949 v Moskvě Borisi Pugačovovi a Zinajdě Oděgovové. Poprvé se na scéně objevila již v roce 1954 a o dva roky později nastoupila do hudební školy. Ve školních letech měla potíže s chováním, ve 14 letech začala kouřit. Přesto však v roce 1964 hudební školu vystudovala.
V roce 1965 nahrála svou první píseň Robot a pak často vystupovala v televizi. O rok později se v moskevském Divadle na Tagance seznámila s básníkem Vladimirem Vysockým a stali se přáteli. Protože společně trávili hodně času, začalo se spekulovat o tom, že jsou zasnoubení. Pugačova ani Vysockij to však nikdy nepotvrdili.
V březnu 1969 se na státní cirkusové škole poprvé setkala s budoucím manželem Mikolasem Orbakasem, za něhož se provdala 8. října téhož roku. Dne 25. května 1971 se jim narodila dcera Kristina. Po porodu žili všichni tři nějaký čas v Litvě, Mikolasově rodné vlasti. Na mateřské dovolené nezůstala dlouho. Záhy začala vystupovat – například v Leningradě, kde se setkala s textařem Iljou Reznikem, který pro ni napsal píseň Posidim, poookajem.
Po rozvodu s manželem v roce 1973 ji potkaly první výrazné úspěchy. Byla vybrána jako zástupce SSSR na pěveckém festivalu Zlatý Orfeus v Bulharsku (1975) a popularitu si získala díky písni Arlekino, která byla často hraná také v českém rozhlase.

### 1976–1979: „Žena, která zpívá“

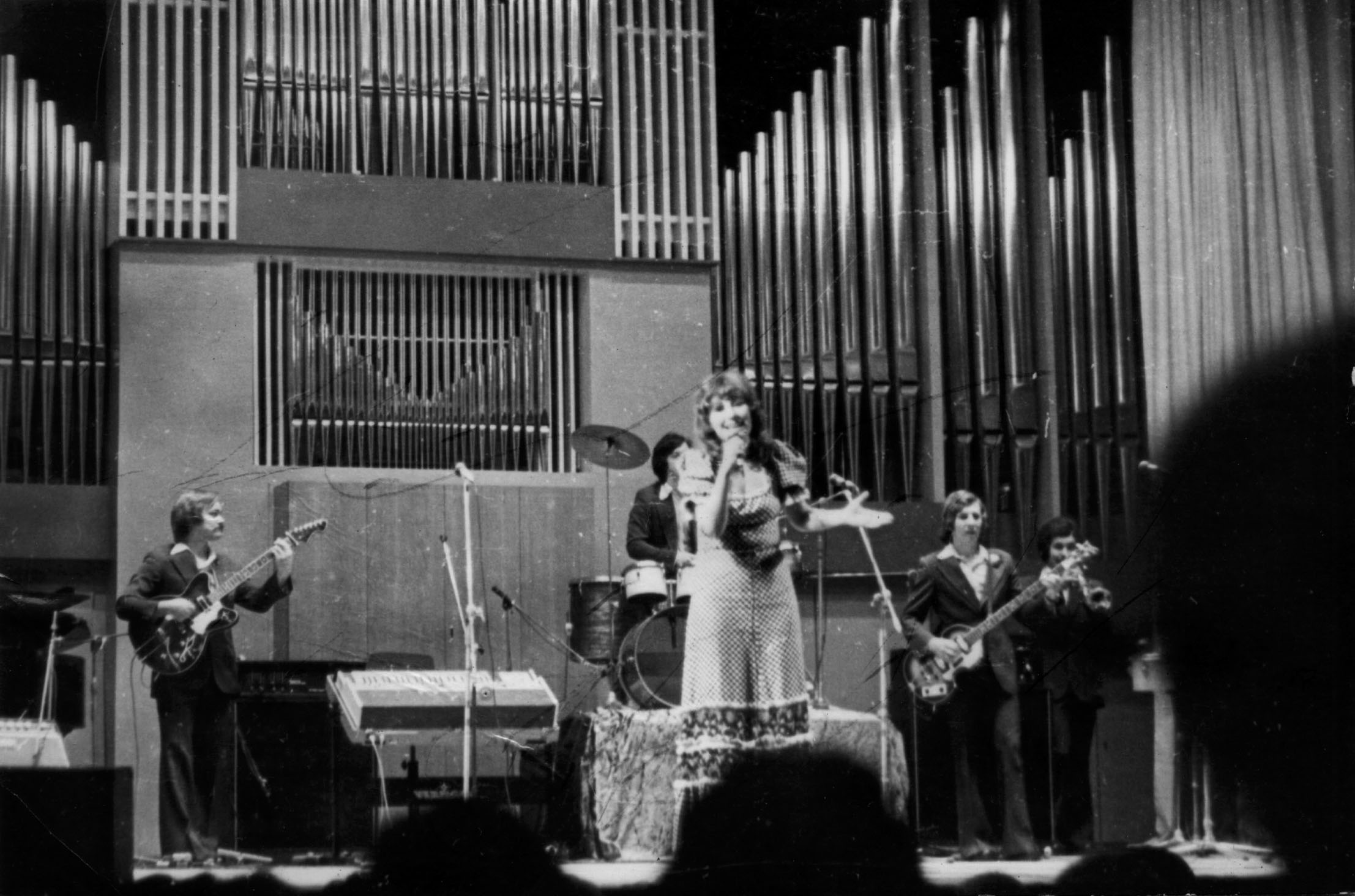
Na koncertě v Jaroslavli se skupinou Vesjolyje rebjata (1975)

V lednu 1976 vystoupila v Cannes (Francie) na veletrhu gramofonových společností a hudebních nakladatelství MIDEM a 28. dubna téhož roku měla koncert ve Východním Berlíně. Během května navštívila několik měst v Československu a účastnila se i soutěže Bratislavská lyra. Pak se vypravila do Bulharska a v srpnu vystoupila na polském festivalu v Sopotech. V této době se poprvé objevila na novoročním koncertě Píseň roku v Moskvě, kde měla úspěch s písní Očeň chorošo.
O rok později měla své první sólové turné v Charkově následované koncerty ve velkých městech SSSR – Moskvě, Leningradu, Tallinu, Rize a jinde. Znovu se vdala, za režiséra Alexandra Stěfanoviče. Za hlavní roli v hudebním filmu Žena, která zpívá (česky také Hledám svou píseň) získala v anketě o Nejlepší herečku roku první místo.
V květnu 1978 vydala první album Zrcadlo duše, které obsahovalo většinu skladeb od Alexandera Zacepina, ale i tři písně od Pugačovy a jednu píseň Marka Minkova. Písně byly nahrány v malém domácím studiu. Později začala nahrávat ve studiu Melodie. V srpnu se znovu účastnila festivalu v Sopotech, kde vystoupila s písněmi Shakespearův Sonet a Králové mohou všechno a zvítězila. Zde se objevila i následující rok, s písněmi Prosto, Letnije doždi, Zvezdnoe leto a Králové mohou všechno. Roku 1979 vydala druhé album, nesoucí název Arlekino i drugije.

### 1980–1983: Spolupráce s Raimondem Paulsem a Igorem Kio
Rok 1980 byl pro umělkyni těžký. Skončil její vztah s manželem Stěfanovičem a následoval rozvod. Její popularita však stále vzrůstala. V novoroční televizní show Goluboj ogoňok přednesla píseň Maestro s hudbou Raimonda Paulse a textem Ilji Reznika. S těmito autory spolupracovala ještě mnohokrát, nazpívala i hity jako Starinnyje časy, Vozvraščenije, Bez menja, Dělu vremja aj. 

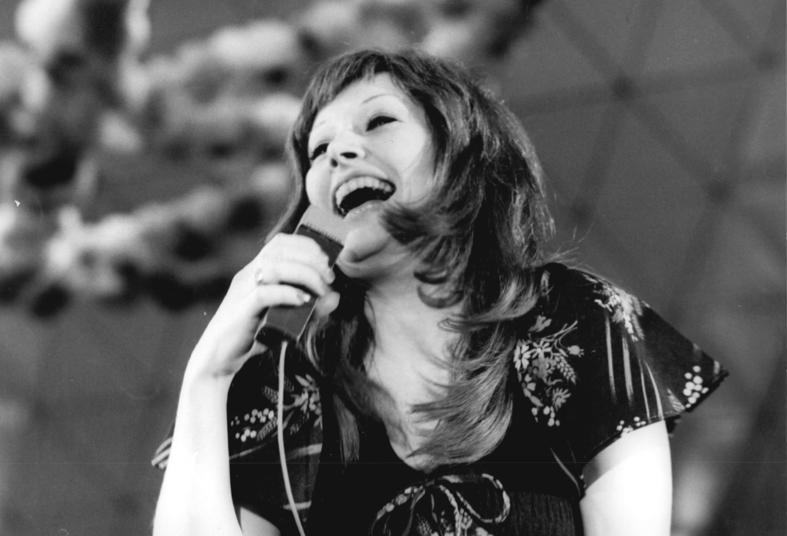
V roce 1976 ve Východním Berlíně

 Na podzim 1981 měla sérii koncertů v Československu. Jako čestný host vystoupila na festivalu Intertalent 81. Zavítala i do Rakouska nebo do Finska. Na konci roku uváděla s Igorem Kio a Spartakem Mišulinem novou televizní show Novogodnij attrakcion, která se konala ve Velkém moskevském cirkuse na Cvetnom bulvare v Moskvě. Působila jako moderátorka a zároveň asistentka Igora Kio při jeho kouzlech. Na show zpívala i několik písní.
Praktický celý rok 1982 Pugačova strávila na zahraničních koncertech: v NDR, Jugoslávii, Rumunsku, Maďarsku a Itálii.
Dne 2. ledna 1983 podruhé moderovala s Igorem Kio Novogodnij attrakcion, kde přednesla několik nových písní – s Valerijem Leontijevem Pozdno, sólově pak píseň Kanatochodka, ale především Million alych roz (Milion růží) na hudbu Raimonda Paulse s ruským textem Andreje Vozněsenského. Tato píseň se stala jejím největším hitem i titulní písní výběrového alba vydaného o rok později v Japonsku. Zpívala ji například na koncertě v polské Zelené Hoře, vystoupila s ní i na Bratislavské lyře a dokonce s ní vyhrála festival Píseň roku. V průběhu let 1981–1983 vydala devět singlů a páté album s názvem Kak trevožen etot puť.

### 1984–1985: „Prišla i govorju“
Před rokem 1984 se Pugačova seznámila s mladým hudebním skladatelem Igorem Nikolajevem. S jeho písněmi Ajsberg a Rasskažitě, pticy vystoupila nejdříve na Novogodném attrakcionu a pak i na Písni roku. Spolupráce Nikolajeva a Pugačovy vyústila v albu Sčasťja v ličnoj žizni z roku 1986. Celkem Nikolajev pro Pugačovu složil více než třicet skladeb.
Již na začátku roku začala připravovat nový sólový program „Prišla i govorju“. Název programu vznikl od stejnojmenné písně. Šlo o velkou změnu proti dřívějším koncertům. Program byl navržen pro velké prostory (například sportovní stadiony) a každá píseň byla doprovázena choreografií a vizuálními efekty. Premiéra se konala 2. června 1984 v moskevském sportovním areálu Olympic.
V roce 1984 hrála v hudebním filmu Sezon čuděs. Velkou oblibu si získal díky scéně s písní Belaja dver, kterou však Pugačova nezpívala na žádném koncertě. Na přelomu let 1984 a 1985 pořádala turné ve Švédsku a Finsku. Po návštěvě těchto zemí vzniklo její další album, jediné v anglickém jazyce, Alla Pugacheva in Stockholm.
V roce 1985 se potřetí vdala. Jejím manželem se stal režisér a producent Jevgenij Boldin. Ke konci roku ukončila aktivní spolupráci s Raimondem Paulsem.

### 1986–1993
V roce 1986 začala Pugačova spolupracovat s mladším zpěvákem Vladimirem Kuzminem. Jejich nejznámější společnou písní se staly Dve zvezdy s hudbou Igora Nikolajeva. Od Vladimira Kuzmina zpívala píseň Zolotaja karusel.
Roku 1988 se poprvé odehrál Pugačovy vánoční koncert Rožděstvenskije vstrječi, který se v Rusku stal tradicí a koná se tam dodnes. Účinkovali na nich nejen Pugačova a Kuzmin, ale také Larisa Dolina nebo Vladimir Presňakov.
Po roce 1989 nazpívala mnoho nových písní, k nimž v mnoha případech skládala hudbu sama a text napsal dlouholetý spolupracovník Ilja Reznik, např. píseň Fotograf. Stále další skladby však vznikaly i od Igora Nikolajeva, jako Svirel nebo Osennij poceluj.

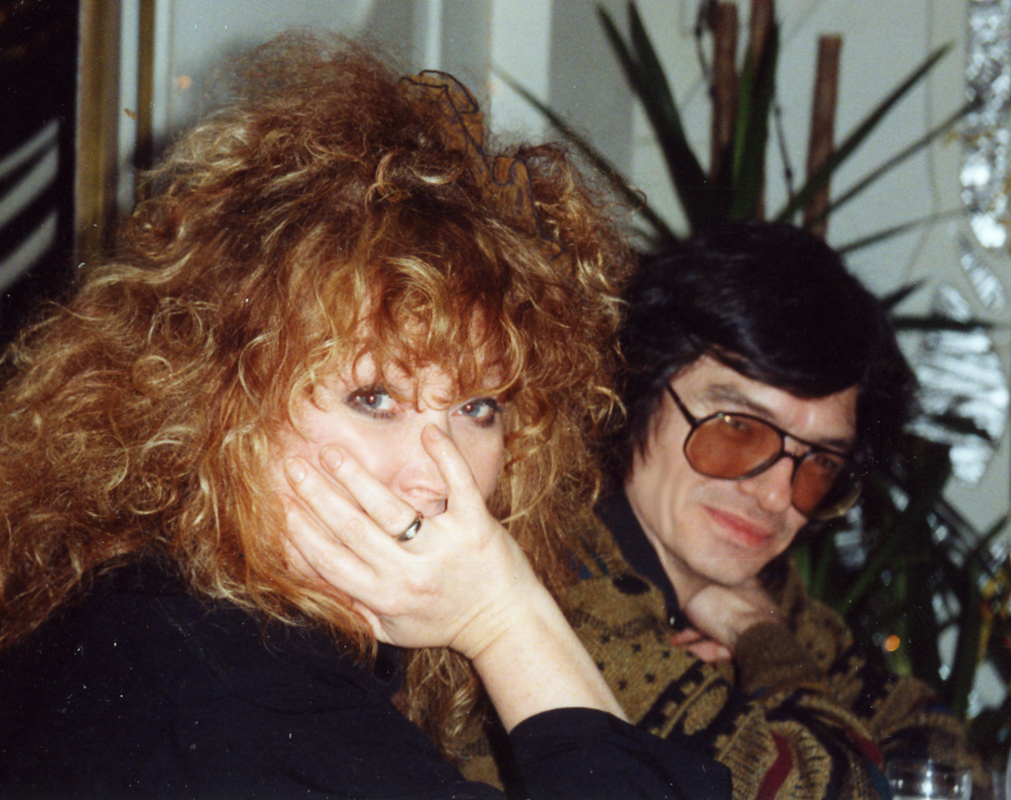
S Jurijem Černavským v Německu v roce 1992

Pugačova také vydala další dlouhohrající desku Alla (1990), následovanou deskami se záznamy z jejích vánočních koncertů. O rok později se stala babičkou, její dceři Kristině se narodil syn Nikita. Zanedlouho však Pugačova znovu zažila těžké období: rozvod s manželem Boldinem (1993).

### 1994–2000: Eurovize, „Izbrannoje“ a „Da“
V roce 1994 se Pugačova vdala za o 18 let mladšího zpěváka Filippa Kirkorova. Dokonce ho sama požádala o ruku. Společně také poprvé vystoupili na festivalu Slovanský bazar v běloruském Vitebsku.
V roce 1995 přejala z repertoáru Taťjany Sněžiny, která tragicky zahynula při autonehodě, pozdější velký hit, píseň Pozovi menja s soboj. Často s ní vystupovala na koncertech. O dva roky později se dala i do podnikání. Založila vlastní firmu s obuví.
V roce 1997 reprezentovala Rusko na mezinárodní pěvecké soutěži Eurovize. S písní Primadonna se umístila až na patnáctém místě.

Dne 26. listopadu 1997 oznámila, že bude pořádat dva velké koncerty, komorní Izbrannoje a dva pro stadiony a sportovní areály.  

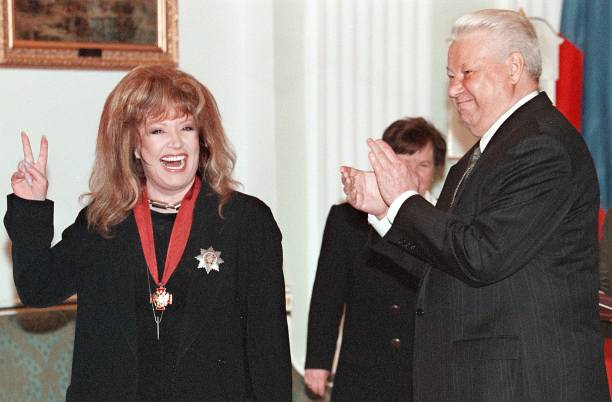
Pugačova a Boris Jelcin

 V letech 1997 a 1998 se objevila ve filmech Staryje pěsni o glavnom 2 a 3, kde v prvním hrála bývalou obyvatelku loděnice a ve druhém mladou zpěvačku. Dne 15. dubna 1999, v den svých 50. narozenin, které se oslavovaly na státní úrovni, jí udělil ruský prezident Boris Jelcin Řád Za zásluhy o vlast II. stupně.
Mimořádný úspěch zaznamenala po koncertě v USA roku 2000, kde o ní The New York Times napsaly, že je „ženou mnoha hlasů a „moskevskou Tinou Turner, s náznakem Édith Piaf“.

### Od roku 2000
Po roce 2000 se seznámila s o 27 let mladším ruským komikem a zpěvákem Maximem Galkinem. Společně nazpívali mnoho duetů, jako Buď ili ně buď nebo Kafeška. Na koncertech se s z nich stala nerozlučná dvojice, přičemž na některých vystoupeních Galkin dokonce parodoval Pugačovu. Nebylo nakonec ani tak velkým překvapením, že se zasnoubili – sama zpěvačka však přiznala, že spolu chodili ještě v době, kdy jejím manželem byl Filipp Kirkorov (rozvedli se až v roce 2005).
V průběhu let 2001 až 2007 Pugačova vystupovala v rámci turné My prijechali a také se stala „múzou“ festivalu Nová vlna, na němž udělovala i svou osobní cenu. V anketě televizní soutěže O jméno Ruska v roce 2008 se umístila Pugačova na třetím místě.
V roce 2009 kolovala zpráva, že se na velké turné s Michaelem Jacksonem, ale turné se neuskutečnilo. Ve stejném roce oznámila zpěvačka konec kariéry s vysvětlením, že je unavená z neustálého cestování a zodpovědnosti. Navíc ji údajně zrazoval i hlas. Přesto ještě uskutečnila závěrečné turné – v Rusku, západní Evropě a v USA.
I když ukončila pěveckou kariéru, na veřejnosti se objevovat nepřestala. Dodnes vystupuje v mnoha televizních pořadech, stále zpívá a nahrává nové písně.
Od roku 2011 vystupovala jako porotkyně v pěvecké soutěži Faktor A, podobné soutěži X Factor vysílané v České republice. V prosinci se vdala za Maxima Galkina. S ním má dvojčata Garriho a Jelizavetu. Ta se narodila až 18. září 2013, kdy jí bylo 64 let. Dvojčata byla počata ze zkumavky, ze zmražených vajíček Pugačovy a donošena náhradní matkou.

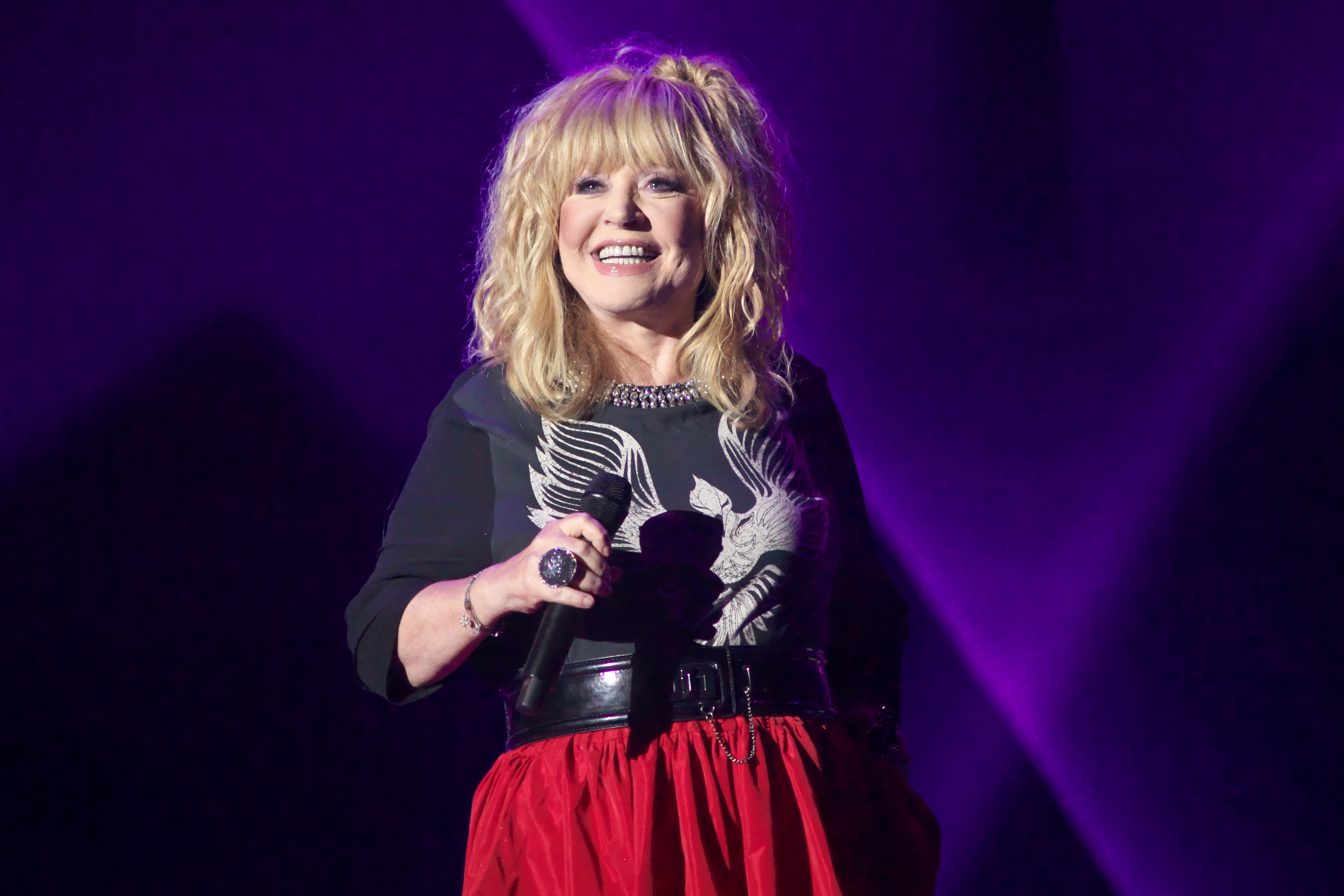
Alla Pugačova na festivalu Slovanský bazar v červenci 2016

S Galkinem a dětmi Pugačova žije na vesnici s názvem Grjaz, asi 20 km západně od Moskvy. Tam si vybudovali šestipatrový palác s tělocvičnou, domácím kinem a s krytým delfináriem.
Ke zpěvaččiným 65. narozeninám byl natočen film Moja babuška, kde o jejím životě vyprávěli členové rodiny a přátelé. Po třech letech se znovu objevila na festivalu Nová vlna, kde koncertovala.
Začátkem roku 2015 založila v Moskvě vlastní uměleckou školu Recital. V říjnu opět vystoupila na Nové vlně, tentokrát zahajovala jednotlivé dny festivalu. Kromě několika hitů ze sedmdesátých a osmdesátých let zazpívala i novou píseň Tjanět serdce ruki.
V roce 2016 zpěvačka pravidelně vystupovala s Maximem Galkinem v jeho novém pořadu MaximMaxim, společně měli i koncert na festivalu Slovanský bazar.

#### Kritika ruské invaze na Ukrajinu
Po ruské invazi na Ukrajinu v únoru 2022 Pugačova s rodinou odjela do Izraele. Její manžel Maxim Galkin dal opakovaně najevo svůj kritický postoj vůči válce i vedení Ruské federace. „Tolik strašných věcí Rusko zavinilo a tvrdí přitom, že se nijak neprovinilo. Zvěrstva v Buči – to nejsme my –, na Oděsu letí raketa – to také nejsme my. Mariupol vyhladili – ani to nejsme my,“ řekl Galkin. Ačkoli Pugačova se k válce až do září 2022 sama nevyjádřila, po návratu do Ruska se kvůli manželovým postojům i odjezdu do zahraničí stala terčem výtek a urážek.
Dne 18. září 2022 se Pugačova v postu na Instagramu, který je v Rusku zakázaný, otevřeně postavila proti invazi – uvedla, že ruští vojáci v ní umírají pro „iluzorní cíle“. Konflikt podle ní ztěžuje život ruským lidem a z Ruska dělá vyvrhele. Zároveň požádala, aby byla stejně jako její manžel zařazena na seznam „zahraničních agentů“. Tento zpěvaččin krok vzbudil uznání a obdiv řady osobností z celého světa, mj. i britské skupiny Pet Shop Boys či tenistky Martiny Navrátilové. 

## Rodinný život

### Rodina
- rodiče: Zinajda Archipovna Oděgova (1922–1986), Boris Michajlovič Pugačov (1918–1982)
- sourozenci: Gennadij Pugačov (1947), Jevgenij Pugačov (1950–2011)
- manželé: Mikolas Orbakas (1945), Alexandr Stěfanovič (1944), Jevgenij Boldin (1948), Filipp Kirkorov (1967), Maxim Galkin (1976)
- děti: Kristina Orbakajte (1971), Garri Galkin (2013), Jelizaveta Galkinová (2013)
- vnoučata: Nikita Presňakov (1991), Děni Bajsarov (1998), Klavdija Zemcova (2012)

## Diskografie

### Alba
V Sovětském svazu bylo vydáno celkem víc než 100 desek. Mimo SSSR pak se pak vydalo 6 alb ve Švédsku, 5 v Japonsku a v Bulharsku, 4 ve Finsku, 3 v Československu, 2 v Polsku a 1 album v Německu a v Koreji.

Na celém světě se dohromady prodalo víc než 250 milionů desek.

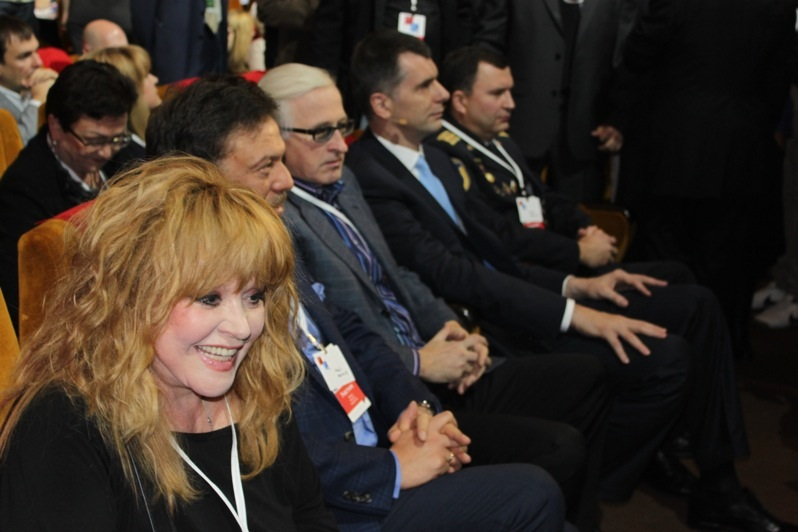
Na kongresu (2012)

#### Seznam nahrávek
- 1978 – Zerkalo duši
- 1979 – Arlekino i drugije
- 1980 – Podnimis nad sujetoj
- 1980 – To li ješčo budět
- 1982 – Kak trevožen etot puť
- 1985 – Ach, kak chočetsja žiť
- 1985 – Alla Pugačova ve Stockholmu
- 1986 – Sčasťja v ličnoj žizni!
- 1987 – Prišla i govorju
- 1990 – Alla
- 1991 – Rožděstvenskije vstrječi 91
- 1992 – Rožděstvenskije vstrječi 91
- 1995 – Ně dělajtě mně bolno, gospoda
- 1998 – Da!
- 2002 – Rečnoj tramvajčik
- 2003 – Živi spokojno, strana!
- 2008 – Priglašenije na zakat
- 2009 – Sady višněvyje
- 2010 – Uže ně važno
- 2012 – Vot i vsjo
- 2014 – Ja smogu
- 2024 - P.S.

### Výběr z písní
- 1965 – Robot
- 1968 – Ja tebja pocelovala
- 1974 – Posidim, pookajem
- 1975 – Na Tichoreckuju / Mně nravitsja / Arlekino / Do svidanija, ljeto
- 1976 – Volšebnik – nědoučka / Vsjo mogut koroli
- 1977 – Ženščina, kotoraja pojot / Sonet Shakespeara / Etot mir
- 1980 – Maestro / Ja bolše ně revnuju
- 1981 – Starinnyje časy / Vozvraščenije / Kuda ujechal cirk?
- 1982 – Million alych roz / Kabriolet / A znaješ, vsjo ješčo budět
- 1983 – Ajsberg / Rasskažitě, pticy / Ach, kak chočetsja žiť!
- 1985 – Paromščik / Vladivostok / Ivan Ivanovič
- 1986 – Nado že / Dvě zvezdy
- 1987 – Koroljeva
- 1989 – Korallovyje busy / Tri sčastlivych dňa
- 1991 – Beglec / Mimochodom
- 1993 – Svirel / Rossija / Silnaja ženščina
- 1997 – Primadona / Pozovi menja s soboj / V Petěrburge groza
- 1998 – Dočeňka / Ně obižaj menja
- 2000 – Belyj sněg / Madam Broškina
- 2001 – Rečnoj tramvajčik
- 2005 – Ljubov, kak sostojanije
- 2006 – Cholodno v gorodě
- 2009 – Nas ně dogonjat / Staryj albom
- 2012 – Gdě že ty, ljubov / Vot i vsjo
- 2013 – Cvetok ogňa
- 2014 – Nas bjut, my letajem / Ja smogu
- 2015 – Vojna / Tjanět serdce ruki
- 2016 – Ty menja ně ostavljaj / Pod odnim flagom / Kopěječka
- 2017 – Sčastlivyje dni / Ja letala
- 2018 – Čto vižu, to poju / Poživi v mojej škure
- 2019 - Na koně / Moj drug / Volnaja
- 2021 - My v etoj žizni
- 2024 - Ně bespokojsja, za menja / Žizň sliškom choroša / Ložnyj styd
- 2025 - Mama / Pocelui vojny

## Televize a film
- 1972 – Stojanka pojezda
- 1974 – Volšebnyj fonar
- 1975 – Ironie osudu aneb Rozhodně správná koupel
- 1975 – Pivotman
- 1976 – Ansambl´ něudačnikov
- 1978 – Ženščina, kotoraja pojot (Žena, která zpívá) – Anna Strelcovová
- 1979 – Pěna – zpěvačka na festivalu
- 1979 – Babuški nadvoje skazali...
- 1983 – Ljubovju za ljubov – zpěvačka
- 1984 – Setkání s Allou Pugačovou
- 1985 – Prišla i govorju – sama sebe
- 1985 – Sezon čuděs – taxikářka
- 1992 – Džulija
- 1995 – Ždi i pomni menja
- 1997 – Staryje pěsni o glavnom 2 – bývalá obyvatelka loděnice
- 1998 – Staryje pěsni o glavnom 3 – mladá zpěvačka
- 2000 – Staryje pěsni o glavnom 4
- 2004 – Za dvujma zajcami – Toňa Korovjaková
- 2007 – Koroljevstvo krivych zerkal – Primadonna
- 2007 – Ironie osudu 2
- 2010 – Ščelkunčik i Krisinyj Korol
- 2014 – Moja babuška
- 2016 – Mně nravitsja

V oblíbené dětské pohádce Jen počkej, zajíci! zní na začátku 14. epizody Pugačovy píseň Milion růží a v 15. epizodě hraje jednu z hlavních rolí přímo zpěvačka v podobě lišky.